# Nikolai Efimov
Nikolai Vladimirovici Efimov (în rusă Никола́й Влади́мирович Ефи́мов, n. 31 mai 1910 – d. 16 octombrie 1982) a fost un matematician rus.
Este cunoscut pentru generalizarea pe care a dat-o problemei lui David Hilbert relativ la suprafețe cu curbură negativă.
A fost profesor la Universitatea Lomonosov din Moscova.
În 1950 i s-a acordat Premiul Lobacevski.

## Activitate științifică
Obiectul său de studiu a fost în special geometria diferențială.
A efectuat o serie de cercetări în legătură cu curbura suprafețelor și deformația lor.
Cercetările sale din domeniul geometriei ca și al algebrei superioare constituie lucrări importante mai ales în ceea ce privește problema calitativă în teoria suprafețelor.
În studiul geometriei, a folosit metoda axiomatică.

## Scrieri
- 1948: Probleme calitative în teoria deformației suprafețelor
- 1949: Geometria superioară, lucrare care conține bazele geometriei și elemente de geometrie proiectivă
- 1950: Curs scurt de geometrie analitică
- 1966: Probleme hiperbolice de teoria suprafețelor.

1. ↑  MacTutor History of Mathematics archive, accesat în 22 august 2017
2. ↑  „Nikolai Efimov”, Gemeinsame Normdatei, accesat în 17 decembrie 2014
3. ↑  Library of Congress Authorities, accesat în 25 august 2019
4. ↑  „Nikolai Efimov”, Gemeinsame Normdatei, accesat în 1 ianuarie 2015
5. ↑  Czech National Authority Database, accesat în 1 martie 2022
6. ↑  IdRef, accesat în 5 martie 2020
7. 1 2 3 4 5  MacTutor History of Mathematics archive
8. 1 2 3  , p. 112 http://mi.mathnet.ru/umn2966 Lipsește sau este vid: |title= (ajutor)
9. ↑   https://cyberleninka.ru/article/n/nauchnaya-i-pedagogicheskaya-deyatelnost-nikolaya-vladimirovicha-efimova-v-moskovskom-lesotehnicheskom-institute-1943-1957 Lipsește sau este vid: |title= (ajutor)
10. ↑   https://medal.kpfu.ru/laureatyi-medali/ Lipsește sau este vid: |title= (ajutor)